# Nikkei 225
Nikkei 225 (jap. 日経平均株価 Nikkei heikin kabuka) – indeks akcji spółek notowanych na Tokyo Stock Exchange.

Historyczne notowania Nikkei 225

Nikkei należy do najważniejszych indeksów giełdowych w Azji. Od 1971 roku jest codziennie wyliczany przez dziennik Nihon Keizai Shimbun. Indeks obejmuje 225 największych spółek. Raz w roku dokonuje się rewizji składu indeksu.
Najwyższy kurs w historii Nikkei osiągnął 4 marca 2024 roku i było to 40 109,23 punktów.
Otwarcie sesji według czasu polskiego następuje o 1:00. Zamknięcie o 7:00.

## Skład indeksu
Skład indeksu Nikkei 225 (stan: styczeń 2006):
- Advantest Corp.(inne języki)
- Aeon Co., Ltd.(inne języki)
- Ajinomoto Co., Inc.
- All Nippon Airways Co., Ltd.
- Alps Electric Co., Ltd.(inne języki)
- Asahi Breweries, Ltd.(inne języki)
- Asahi Glass Co., Ltd.(inne języki)
- Asahi Kasei Corp.(inne języki)
- Astellas Pharma Inc.(inne języki)
- Bank of Yokohama, Ltd.(inne języki)
- Bridgestone Corp.
- Canon Inc.
- Casio Computer Co., Ltd.
- Chiba Bank, Ltd.(inne języki)
- Chiyoda Corp.(inne języki)
- Chubu Electric Power Co., Inc.(inne języki)
- Chugai Pharmaceutical Co., Ltd.
- Citizen Watch Co., Ltd.
- Clarion Co., Ltd.(inne języki)
- Comsys Holdings Corp.
- Credit Saison Co., Ltd.(inne języki)
- CSK Holdings Corp.(inne języki)
- Dai Nippon Printing Co., Ltd.(inne języki)
- Daiichi Sankyo Co., Ltd.(inne języki)
- Daikin Industries, Ltd.
- Dainippon Sumitomo Pharma Co., Ltd.(inne języki)
- Daiwa House Industry Co., Ltd.(inne języki)
- Daiwa Securities Group Inc.(inne języki)
- Denki Kagaku Kogyo K.K.(inne języki)
- Denso Corp.
- Dentsu Inc.(inne języki)
- Dowa Mining Co., Ltd.
- East Japan Railway Company
- Ebara Corp.
- Eisai Co., Ltd.
- Fanuc Ltd.
- Fast Retailing Co., Ltd.(inne języki)
- Fuji Electric Holdings Co., Ltd.(inne języki)
- Fuji Heavy Industries Ltd.
- Fuji Photo Film Co., Ltd.
- Fujikura Ltd.(inne języki)
- Fujitsu Ltd.
- Furukawa Co., Ltd.
- Furukawa Electric Co., Ltd.(inne języki)
- GS Yuasa Battery Ltd.(inne języki)
- Heiwa Real Estate Co., Ltd.(inne języki)
- Hino Motors, Ltd.
- Hitachi, Ltd.
- Hitachi Zosen Corp.(inne języki)
- Hokuetsu Paper Mills, Ltd.(inne języki)
- Honda Motor Co., Ltd.
- Isetan Co., Ltd.(inne języki)
- Ishikawajima-Harima Heavy Industries Co., Ltd(inne języki)
- Isuzu Motors Ltd.
- Itochu Corp.(inne języki)
- Japan Airlines Corp.
- Japan Steel Works, Ltd.(inne języki)
- Japan Tobacco Inc.(inne języki)
- JFE Holdings, Inc.
- JGC Corp.
- JTEKT Corp.(inne języki)
- Kajima Corp.
- Kansai Electric Power Co., Inc.(inne języki)
- Kao Corp.
- Kawasaki Heavy Industries, Ltd.
- Kawasaki Kisen Kaisha, Ltd.
- KDDI Corp.(inne języki)
- Keio Corp.(inne języki)
- Keisei Electric Railway Co., Ltd.(inne języki)
- Kikkoman Corp.(inne języki)
- Kirin Brewery Co., Ltd.(inne języki)
- Kobe Steel, Ltd.
- Komatsu Ltd.
- Konami Corp.
- Konica Minolta Holdings, Inc.
- Kubota Corp.
- Kumagai Gumi Co., Ltd.(inne języki)
- Kuraray Co., Ltd.(inne języki)
- Kyocera Corp.
- Kyowa Hakko Kogyo Co., Ltd.
- Marubeni Corp.(inne języki)
- Marui Co., Ltd.(inne języki)
- Matsushita Electric Industrial Co., Ltd.
- Matsushita Electric Works, Ltd.(inne języki)
- Mazda Motor Corp.
- Meidensha Corp.(inne języki)
- Meiji Dairies Corp.(inne języki)
- Meiji Seika Kaisha, Ltd.(inne języki)
- Millea Holdings, Inc.
- Minebea Co., Ltd.
- Mitshubishi UFJ Financial Group, Inc.
- Mitsubishi Corp.
- Mitsubishi Chemical Holdings Corp.(inne języki)
- Mitsubishi Electric Corp.(inne języki)
- Mitsubishi Estate Co., Ltd.
- Mitsubishi Heavy Industries, Ltd.
- Mitsubishi Logistics Corp.
- Mitsubishi Materials Corp.(inne języki)
- Mitsubishi Motors Corp.
- Mitsubishi Paper Mills Ltd.(inne języki)
- Mitsubishi Rayon Co., Ltd.(inne języki)
- Mitsui & Co., Ltd.
- Mitsui Chemicals, Inc.(inne języki)
- Mitsui Engineering & Shipbuilding Co., Ltd.(inne języki)
- Mitsui Fudosan Co.,Ltd(inne języki)
- Mitsui Mining & Smelting Co., Ltd.(inne języki)
- Mitsui O.S.K. Lines, Ltd.(inne języki)
- Mitsui Sumitomo Insurance Co., Ltd.(inne języki)
- Mitsui Trust Holdings, Inc.
- Mitsukoshi, Ltd.(inne języki)
- Mitsumi Electric Co., Ltd.
- Mizuho Financial Group, Inc.(inne języki)
- Mizuho Trust & Banking Co., Ltd.(inne języki)

- NEC Corp.
- NGK Insulators, Ltd.(inne języki)
- Nichirei Corp.(inne języki)
- Nikko Cordial Corp.(inne języki)
- Nikon Corp.
- Nippon Express Co., Ltd.(inne języki)
- Nippon Flour Mills Co., Ltd.
- Nippon Kayaku Co., Ltd.(inne języki)
- Nippon Light Metal Co., Ltd(inne języki)
- Nippon Meat Packers, Inc.
- Nippon Mining Holdings, Inc.(inne języki)
- Nippon Oil Corp.
- Nippon Paper Group, Inc.(inne języki)
- Nippon Sheet Glass Co., Ltd.(inne języki)
- Nippon Soda Co., Ltd.(inne języki)
- Nippon Steel Corp.
- Nippon Suisan Kaisha, Ltd.
- Nippon Telegraph and Telephone Corp.(inne języki)
- Nippon Yusen K.K.
- Nissan Chemical Industries, Ltd.(inne języki)
- Nissan Motor Co., Ltd.
- Nisshin Oillio Group, Ltd.
- Nisshin Seifun Group Inc.(inne języki)
- Nisshinbo Industries, Inc.(inne języki)
- Nitto Boseki Co., Ltd.(inne języki)
- Nomura Holdings, Inc.
- NSK Ltd.
- NTN Corp.
- NTT Data Corp.(inne języki)
- NTT DoCoMo, Inc.
- Obayashi Corp.
- Odakyu Electric Railway Co., Ltd.
- Oji Paper Co., Ltd.(inne języki)
- Oki Electric Industry Co., Ltd.
- Okuma Holdings, Inc.
- Olympus Corp.
- Osaka Gas Co., Ltd.(inne języki)
- Pioneer Corp.
- Resona Holdings, Inc.(inne języki)
- Ricoh Co., Ltd.
- Sanyo Electric Co., Ltd.
- Sapporo Holdings Ltd.(inne języki)
- Secom Co., Ltd.(inne języki)
- Sekisui House, Ltd.(inne języki)
- Seven & I Holdings Co., Ltd.(inne języki)
- Sharp Corp.
- Shimizu Corp.
- Shin-Etsu Chemical Co., Ltd.(inne języki)
- Shinko Securities Co., Ltd.(inne języki)
- Shinsei Bank, Ltd.
- Shionogi & Co., Ltd.(inne języki)
- Shiseido Co., Ltd.
- Shizuoka Bank, Ltd.(inne języki)
- Showa Denko K.K.(inne języki)
- Showa Shell Sekiyu K.K.(inne języki)
- Sky Perfect Communications Inc.
- Softbank Corp.
- Sojitz Corp.(inne języki)
- Sompo Japan Insurance Inc.(inne języki)
- Sony Corp.
- Sumitomo Corp.(inne języki)
- Sumitomo Chemical Co., Ltd.(inne języki)
- Sumitomo Electric Industries, Ltd.(inne języki)
- Sumitomo Heavy Industries, Ltd.(inne języki)
- Sumitomo Metal Industries, Ltd.(inne języki)
- Sumitomo Metal Mining Co., Ltd.(inne języki)
- Sumitomo Mitsui Financial Group, Inc.(inne języki)
- Sumitomo Osaka Cement Co., Ltd.(inne języki)
- Sumitomo Realty & Development Co., Ltd.(inne języki)
- Sumitomo Trust & Banking Co., Ltd.
- Suzuki Motor Corp.
- T&D Holdings, Inc.(inne języki)
- Taiheiyo Cement Corp.(inne języki)
- Taisei Corp.
- Taiyo Yuden Co., Ltd.
- Takara Holdings Inc.(inne języki)
- Takashimaya Co., Ltd.(inne języki)
- Takeda Chemical Industries, Ltd.
- TDK Corp.
- Teijin Ltd.
- Teikoku Oil Co., Ltd.(inne języki)
- Terumo Corp.(inne języki)
- Toagosei Co., Ltd.(inne języki)
- Tobu Railway Co., Ltd.(inne języki)
- Toei Corp.
- Toho Zinc Co., Ltd.(inne języki)
- Tokai Carbon Co., Ltd.(inne języki)
- Tokyo Dome Corp.
- Tokyo Electric Power Co., Inc.
- Tokyo Electron Ltd.(inne języki)
- Tokyo Gas Co., Ltd.(inne języki)
- Tokyu Corp.(inne języki)
- Tomen Corp.
- Toppan Printing Co., Ltd.(inne języki)
- Topy Industries Ltd.(inne języki)
- Toray Industries, Inc.(inne języki)
- Toshiba Corp.
- Tosoh Corp.(inne języki)
- Toto Ltd.
- Toyo Seikan Kaisha, Ltd.(inne języki)
- Toyobo Co., Ltd.(inne języki)
- Toyota Motor Corp.
- Trend Micro Inc.
- Ube Industries, Ltd.
- UFJ Nicos Co., Ltd.
- Unitika Ltd.(inne języki)
- West Japan Railway Company
- Yahoo Japan Corp.
- Yamaha Corp.
- Yamato Holdings Co., Ltd.(inne języki)
- Yokogawa Electric Corp.(inne języki)
- Yokohama Rubber Co., Ltd.